# 6-та гвардійська повітрянодесантна дивізія (СРСР)
6-та гвардійська повітрянодесантна Кременчуцько-Знам'янська Червонопрапорна ордена Суворова 2-го ступеня дивізія — повітряно-десантна дивізія, військове з'єднання повітряно-десантних військ Радянського Союзу в часи німецько-радянської війни.

## Історія з'єднання
Дивізія сформована 8 грудня 1942 року згідно з наказом ставки ВГК № 00253 від 8 грудня 1942 року в Московській області на базі 6-го повітряно-десантного корпусу.
Всю війну бойові дії вела як стрілецьке з'єднання в складі військ 1-ї ударної, 5-ї гвардійської, 5-ї гвардійської танкової, 4-ї гвардійської та 7-ї гвардійської армій.
Вперше дивізія вступила в бій 14 березня 1943 року у складі 1-ї ударної армії Північно-Західного фронту в районі села Гаманці на південь від Старої Руси. Звідки, після важких оборонних боїв на початку квітня виведена в резерв Ставки ВГК.
Влітку 1943 року брала участь в боях на Курській дузі: у складі 5-ї гвардійської армії Воронезького фронту — у оборонній битві на бєлгородско-курському напрямку в районі Прохоровки, потім в Бєлгородсько-Харківській  і Полтавсько-Кременчуцькій наступальних операціях.
Вела успішні наступальні бої в складі військ Степового фронту під час радянського відвоювання Лівобережної України, форсування Дніпра та наступу на кропивницькому напрямку. В ході запеклих боїв у взаємодії з іншими з'єднаннями фронту дивізія звільнила міста Кременчук і Знам'янку.
29 вересня 1943 року на відзначення здобутої перемоги і визволення міста Кременчук наказом Верховного головнокомандувача дивізії присвоєне почесне найменування «Кременчуцька», а 10 грудня — «Знам'янська». 8 січня 1944 року дивізія взяла участь у відвоюванні великого промислового центра України — міста Кіровограда (нині — місто Кропивницький).
У Корсунь-Шевченсковській наступальній операції дивізія у складі 49-го стрілецького корпусу була придана 5-й гвардійській танковій армії та у взаємодії з її з'єднаннями зірвала спроби противника деблокувати угруповання своїх військ, оточене в районі Корсуня-Шевченківського.
У Умансько-Ботошанській операції дивізія дяла у складі 4-ї гвардійської армії 2-го Українського фронту. 19 березня 1944 року за високу військову майстерність, мужність та відвагу, проявлені особовим складом у боях при розгромі угруповання противника в районі Умані, дивізія нагороджена орденом Червоного Прапора, а 8 квітня того ж року за успішне форсування Дністра — орденом Суворова 2-го ступеня.
У другій половині квітня 1944 року дивізія, переправившись через річку Прут, вступила на територію Румунії. Під час Яссько-Кишинівської операції у складі 7-ї гвардійської армії 2-го Українського фронту дивізія прорвала оборону противника в районі на південь від Мунтеній-де-Жос та оволоділа містом Тиргу-Фрумос і продовжила наступ в загальному напрямку Роман — Бакеу — Тиргу-Окна.
У жовтні 1944-го — лютому 1945 року дивізія бере участь у Дебреценській, а потім у Будапештській операціях. 5 грудня 1944 року дивізія брала участь у прориві сильно укріпленої смуги оборони на північний схід від Будапешту. Потім, наприкінці грудня, форсувала річку Грон вела запеклі за утриманню плацдарму на її західному березі, але врешті змушена була відійти на східний берег. Вдруге річку Грон дивізія форсувала аж 25 березня 1945 року під час Братиславсько-Брновської операції. Провал оборону ворога, дивізія звільнила місто Шурани та ряд інших населених пунктів на території Чехословаччини, подолала Західні Карпати та оволоділа австрійськими нафтовими промислами в районі Цістерсдорфу.
Бойові дії дивізія завершила 11 травня 1945 року, звільнивши чеське місто Пршибрам. 13 червня 1945 дивізія переформована у 113-ту гвардійську стрілецьку дивізію.

## Бойовий склад на грудень 1942 року
- 14-й гвардійський парашутно-десантний полк,
- 17-й гвардійський парашутно-десантний полк,
- 20-й гвардійський парашутно-десантний полк,
- 8-й гвардійський артилерійський полк,
- окремий винищувальний протитанковий дивізіон,
- розвідувальна рота,
- саперний батальйон,
- рота зв'язку,
- медико-санітарний батальйон,
- рота хімзахисту,
- автотранспортний рота.

## Командири
Дивізією командували
- гвардії генерал-майор Кирзимов А. І. (8 грудня 1942 — березень 1943);
- гвардії полковник, з жовтня 1943 року генерал-майор Смирнов М. М. (з березня 1943).